# ピアゴ瑞浪店
ピアゴ瑞浪店（ピアゴみずなみてん）は、岐阜県瑞浪市薬師町にあるユニー株式会社が運営するショッピングセンターである。（初代）ユニー瑞浪店が移転する形で作られた。

## テナント
詳細は「専門店のご案内」を参考。

## 客のターゲットエリア
- 瑞浪市のほぼ全域、土岐市東部・南部
  - 一部の瑞浪市民は、MEGAドン・キホーテUNY恵那店を利用する客もいる。

## 店舗周辺の店舗
- ダイソー瑞浪店
- ケーズデンキ瑞浪パワフル館
- 靴のヨシダ瑞浪店
- カネスエ薬師店
- V・drug瑞浪店
- TSUTAYA瑞浪店［2021年9月21日閉店］

## 近隣のユニー系の店舗
- ピアゴ多治見店
- MEGAドン・キホーテUNY恵那店
- ドン・キホーテUNY可児店
- MEGAドン・キホーテUNY美濃加茂店